# Pseudotyrannochthonius queenslandicus
Pseudotyrannochthonius queenslandicus är en spindeldjursart som beskrevs av Beier 1969. Pseudotyrannochthonius queenslandicus ingår i släktet Pseudotyrannochthonius och familjen käkklokrypare. Inga underarter finns listade i Catalogue of Life.